# Graueria
Graueria is een monotypisch geslacht van zangvogels uit de familie Acrocephalidae (rietzangers). De wetenschappelijke naam is gepubliceerd in 1908 door Hartert.

## Soorten
De volgende soort is bij het geslacht ingedeeld:
- Graueria vittata – Grauers zanger